# Instituto de Química Max Planck
O Instituto Max Planck de Química (Instituto Otto Hahn ) (em em alemão:  Max Planck Institut für Chemie - Otto Hahn Institut ) é um instituto de pesquisa não universitário sob os auspícios da Sociedade Max Planck (em alemão: Max-Planck-Gesellschaft ).  Está baseado em Mogúncia.
A pesquisa no Instituto Max Planck de Química em Mogúncia visa uma compreensão integral dos processos químicos no sistema da Terra, particularmente na atmosfera e na biosfera. As investigações abordam uma ampla gama de interações entre o ar, a água, o solo, a vida e o clima no curso da história da Terra até a época atual do homem, o Antropoceno. O Instituto é composto por cinco departamentos científicos (Química Atmosférica, Geoquímica Climática, Biogeoquímica, Química Multifásica e Química de Partículas) e grupos adicionais de pesquisa.  Os departamentos são liderados de forma independente por seus diretores.

## Pesquisa
O Instituto é composto por cinco departamentos científicos e grupos de pesquisa adicionais.
- Departamento de Química Atmosférica: O Departamento de Química Atmosférica, que é liderado pelo Prof.  Dr. Jos Lelieveld se concentra no estudo do ozônio e outros foto-oxidantes atmosféricos, suas reações químicas e ciclos globais.  Os pesquisadores usam investigações laboratoriais cinéticas e fotoquímicas, medições in situ e de sensoriamento remoto.  O departamento de Química Atmosférica também desenvolve modelos numéricos para descrever processos meteorológicos e químicos na atmosfera, simular as complexas interações atmosféricas e testar a teoria através de campanhas de medição (terrestres ou por navio, aeronave, satélite).
- Departamento de Biogeoquímica: Departamento de Biogeoquímica do Prof. Dr. Meinrat O. Andreae concentra-se na troca e interações de gases e aerossóis entre a biosfera e a atmosfera, com um foco especial na região amazônica.  Eles usam investigações de laboratório, medições de campo e modelos numéricos para estudar esses processos.  Os tópicos de pesquisa são: troca de traços químicos importante e quimicamente entre o sistema solo/vegetação e a atmosfera, formação de partículas de aerossol e seus efeitos no clima, impacto de incêndios de vegetação na ecologia e poluição atmosférica, e mudanças nos ciclos globais de oligoelementos .
- Departamento de Geoquímica Climática: Prof. (ETH) Dr. Gerald H. Haug e sua equipe exploram o sistema clima-oceano-atmosfera em escalas de tempo anuais até geológicas. De particular interesse é o Cenozóico (os últimos 65 milhões de anos).  Eles investigam as mudanças nos processos internos de feedback, por exemplo, interações entre o oceano e a atmosfera, o transporte de calor oceânico ou seu status nutricional.  Além disso, os cientistas estudam os processos biogeoquímicos nos oceanos polares e seu papel na regulação da concentração atmosférica de CO2 entre as idades do gelo e os períodos mais quentes.  Portanto, eles examinam arquivos geológicos, como sedimentos do oceano aberto e espeleotemas.
- Departamento de Química Multifásica: O departamento de Prof.  Dr. Ulrich Pöschl lida com processos multifásicos em nível molecular e seu impacto na escala macroscópica e global.  No que diz respeito ao Sistema Terrestre e à pesquisa climática, eles focam em aerossóis biológicos e orgânicos, interações aerossóis-nuvens e processos de troca de superfície atmosférica, enquanto no campo da vida e ciências da saúde, os pesquisadores estudam a mudança da macromolécula de proteínas e como isso afeta alergia, reações e doenças.
- Departamento de Química de Partículas: O departamento é liderado pelo Prof. Dr. Stephan Borrmann.  Aqui eles estudam as propriedades físicas e composição química de aerossóis atmosféricos e partículas de nuvem usando experimentos de laboratório (por exemplo, em um túnel de vento vertical), medições em estações terrestres e em colinas e em instalações móveis de medição (aviões).  Além disso, as partículas extraterrestres estão sendo analisadas usando medidas isotópicas, como grãos pré-molares de meteoritos e cometas.
- Outros grupos de pesquisa: Em dezembro de 2016, havia quatro grupos de pesquisa adicionais no Instituto: O grupo Minerva, liderado pelo Dr. Yafang Cheng.  Eles lidam com a interação de aerossóis e qualidade do ar regional. O Dr. Mikhail Eremets estuda a mater em altas pressões.  Prof. Dr. Thomas Wagner e seu Grupo de Pesquisa de Satélites analisam dados de satélite a fim de tirar conclusões sobre os gases traçoéricos estratosféricos e troposféricos. O grupo "Paleoclimates Terrestres", liderado pela Dra. Kathryn Fitzsimmons, usa loesse na Eurásia como arquivo climático para informações de climas passados.
- Em 2010, o departamento de Geoquímica (liderado pelo Prof.  Albrecht W. Hofmann) foi fechado e os grupos de trabalho científico foram integrados no departamento de Biogeoquímica.  Este departamento realizou pesquisas em processos geológicos de larga escala, como a formação de crostas continentais e oceânicas, a diferenciação química do manto terrestre e a circulação dos atuais e antigos oceanos.  Os cientistas usaram medidas de espectrometria de massa de abundâncias isotópicas para determinar a idade absoluta das rochas.  Eles também usaram abundâncias isotópicas e conteúdo de elementos traços para determinar a origem da lava vulcânica do manto ou crosta da Terra e estudam os processos de longo prazo usados pelo manto da Terra para reciclar a crosta antiga.[1]

## História
O Instituto foi fundado como Instituto Kaiser Wilhelm de Química em Berlim Dahlem em 1911. O diretor fundador foi Ernst Beckmann (1853-1923), que também dirigiu o Departamento de Química Inorgânica e Física.  O Departamento de Química Orgânica foi liderado por Richard Willstatter (1872-1942), que ganhou o Prêmio Nobel de Química em 1915 por seu trabalho em pigmentos vegetais.  O trabalho em equipe de Otto Hahn (1879-1968), Lise Meitner (1878-1968) e Fritz Straßmann (1902-1980) levou à descoberta da fissão nuclear em dezembro de 1938.  Otto Hahn foi diretor do Instituto de 1928 a 1946.  Ele recebeu o Prêmio Nobel de Química em 1944.
Durante a guerra, em 1944, o prédio do Instituto foi severamente danificado como resultado de ataques aéreos.  Tudo o que não foi destruído foi então armazenado em uma fábrica têxtil fechada em Tailfingen, Württemberg (atual Albstadt ), onde o Instituto continuou o trabalho iniciado em Berlim por algum tempo.
Após a Segunda Guerra Mundial, o instituto mudou-se para o campus da Universidade de Mogúncia em 1949.  Em 1948, a Sociedade Kaiser Wilhelm foi reestruturada e renomeada tornando-se a Sociedade Max Planck , o instituto também foi renomeado como Instituto Max Planck de Química (1949).  Para se adaptar às mudanças nas exigências científicas, as atividades de pesquisa do instituto mudaram várias vezes ao longo dos anos.  Quando a química clássica foi praticada nos primeiros anos, mais tarde concentrou-se em radioquímica , cosmochemistry , Nuclear Physics e espectrometria de massa. Atualmente, o Instituto Max Planck de Química concentra-se em uma compreensão científica integral dos processos químicos no Sistema Terrestre, de escalas moleculares a globais.

## Prêmios Nobel do instituto
- Richard Willstätter , diretor de 1912 a 1916.  Em 1915, recebeu o Prêmio Nobel de Química por sua pesquisa em corantes de plantas, principalmente clorofila. Ele descobriu, entre outras coisas, que a estrutura do corante verde exibe semelhança significativa com a estrutura da hemoglobina do pigmento vermelho do sangue.
- Otto Hahn, diretor do departamento de pesquisa radioativa de 1912 a 1948, de 1928 a 1946, diretor administrativo do instituto. A pesquisa conjunta de Otto Hahn, Lise Meitner e Fritz Straßmann em elementos transurânicos levou à descoberta da fissão nuclear em 1938. Em 1945, Otto Hahn recebeu o Prêmio Nobel por isso.
- Paul J. Crutzen , Diretor do Departamento de Química Atmosférica de 1980 até 2000, Prêmio Nobel de Química 1995 para investigações sobre a formação e destruição do ozônio na atmosfera .

## Funcionários
No início de 2014, cerca de 300 pessoas estavam empregadas no instituto, incluindo 77 cientistas, 122 cientistas juniores e 11 estagiários (oficina mecânica e eletrônica).

## Escola de Pós-Graduação Max Planck (MPGS)
A Escola de Pós-Graduação Max Planck (MPGS) no MPI para Química oferece um programa de PhD em química atmosférica e física, física ambiental e geofísica. O programa deve permitir que os estudantes de doutorado ampliem seus conhecimentos e habilidades para além do tópico de pesquisa do projeto de doutorado, visitando diferentes palestras, workshops, cursos de habilidades leves, um PhD Simpósio anual e escolas de verão.  Foi estabelecido pela Sociedade Max Planck em janeiro de 2003.  A Escola de Pós-Graduação está em estreita cooperação com a Universidade de Mogúncia (Instituto de Física da Atmosfera), a Universidade de Heidelberg (Instituto de Física Ambiental), a Universidade de Frankfurt (Instituto de Ciências Atmosféricas e Ambientais).

## Diretores do Instituto

### Instituto Kaiser Wilhelm de Química
- 1912 Ernst Beckmann
- 1912 - 1916 Richard Willstätter
- 1912 - 1948 Otto Hahn
- 1916 - 1926 Alfred Stock

### Instituto Max Planck de Química
- 1949 - 1953 Fritz Straßmann
- 1941 - 1965 Josef Mattauch
- 1953 - 1958 Friedrich A. Paneth
- 1959 - 1978 Heinrich Hintenberger
- 1959 - 1978 Hermann Wäffler
- 1967 - 1996 Heinrich Wänke
- 1968 - 1979 Christian Junge
- 1978 - 1995 Friedrich Begemann
- 1980 - 2000 Paul J. Crutzen
- 1980 - 2007 Albrecht W. Hofmann
- 1987 Meinrat O. Andreae
- 1996 Günter W. Lugmair
- 2000 Johannes Lelieveld
- 2001 Stephan Borrmann
- desde 2014 Ulrich Pöschl (diretor executivo)
- 2015 Gerald H. Haug

## Projetos colaborativos
- A Parceria de Pesquisa do Sistema Terrestre (ESRP) reúne excelência em pesquisa entre disciplinas para entender como a Terra funciona como um sistema complexo e melhorar a previsibilidade dos efeitos das ações humanas.  Abrange os Institutos Max-Planck de Biogeoquímica em Jena, MPI para Química em Mogúncia e MPI para Meteorologia em Hamburgo. No último século, mudanças marcantes no clima, na qualidade do ar, na biodiversidade e na disponibilidade de água ocorreram. Mudanças mais e potencialmente mais rápidas são previstas. Para encontrar soluções para os desafios que essas mudanças representam, a ESRP estuda as complexas interações e feedbacks da terra, oceano, atmosfera, biosfera e humanos no campo, no laboratório e através de modelos.
- ATTO: "ATTO" significa Observatório da Torre Alta da Amazônia. O projeto conjunto germano-brasileiro foi lançado em 2009 e é coordenado pelo Instituto Max Planck de Química. A torre visa fornecer descobertas inovadoras que serão a base para modelos climáticos aprimorados. Com uma altura de 300 metros, a torre estenderá a camada limite do nível do solo e fornecerá informações tiradas de aproximadamente 100 quilômetros quadrados da maior área florestal do mundo. ATTO é a contrapartida da torre ZOTTO concluída em 2006 que fica na Sibéria e o Instituto de Química Max Planck também está envolvido.  A ATTO será integrada a uma estrutura existente de pequenas torres brasileiras de medição.  O custo da construção da ATTO, incluindo os primeiros cinco anos de custos de funcionamento, é estimado em 8,4 milhões de euros. que será financiado pela Alemanha e pelo Brasil em partes iguais.
- Halo: Halo (High Altitude e Long Range Research Aircraft ) é uma aeronave de pesquisa atmosférica e observação da Terra da Comunidade Ciência alemã.  A HALO é financiada pelo Ministério Federal de Educação e Pesquisa, o Helmholtz-Gemeinschaft e Max-Planck-Gesellschaft.
- IBBI: Iniciativa Interdisciplinar de Queima de Biomassa (Interdisciplinary Biomass Burning Initiative)
- CARIBIC: (Global Atmospheric Composition and Climate Change Research) - Solução europeia para monitoramento da atmosfera global é um projeto científico inovador para estudar e monitorar importantes processos químicos e físicos na atmosfera da Terra.  Medições detalhadas e extensas são feitas durante voos de longa distância.  Desde outubro de 2015, o projeto CARIBIC foi transferido para o Instituto de Tecnologia de Karlsruhe e para o Instituto de Meteorologia e Pesquisa Climática - Gases Atmosféricos e Sensoriamento Remoto.

## Bancos de dados
O instituto fornece duas bases de dados geoquímicas que fornecem informações sobre materiais de referência de interesse geológico e ambiental ( GeoReM )  e sobre rochas vulcânicas e xenólitos de manto (GEOROC).